# Krzywin Gryfiński
Krzywin Gryfiński – stacja kolejowa w miejscowości Krzywin w Polsce, w województwie zachodniopomorskim, w powiecie gryfińskim, w gminie Widuchowa.

## Ruch pasażerski
| Rok  | Wymiana pasażerska na dobę |
| ---- | -------------------------- |
| 2017 | 100-149                    |
| 2022 | 100-149                    |